# 大角 (星官)
大角 是中国古代星官之一，属于二十八宿东方七宿的亢宿，仅有1颗星，即牧夫座α。
清代编成的星表《仪象考成》增加2星。

## 所含恒星及对应西方名称[1]
| 大角     | α Boo   |
|          |         |
| 大角增一 | f Boo   |
| 大角增二 | GC19251 |